# Lonchoptera ugandensis
Lonchoptera ugandensis är en tvåvingeart som beskrevs av Ian David Whittington 1991. Lonchoptera ugandensis ingår i släktet Lonchoptera och familjen spjutvingeflugor.
Artens utbredningsområde är Uganda. Inga underarter finns listade i Catalogue of Life.